# Rhodesiella kholaensis
Rhodesiella kholaensis är en tvåvingeart som beskrevs av Cherian 1977. Rhodesiella kholaensis ingår i släktet Rhodesiella och familjen fritflugor. Inga underarter finns listade i Catalogue of Life.